# Strofe d'amore
Strofe d'amore (快感 フレーズ?, Kaikan Frēzu) è un manga creato da Mayu Shinjō e pubblicato in Giappone dalla Shogakukan sullo Shoujo Comic dal 1997 al 2000. In Italia la serie è giunta grazie alla Star Comics.
Dal 1999 al 2000 ne è stato tratto un anime di 44 episodi, creato dallo Studio Hibari e trasmesso sulla TV Tokyo.

## Trama
Aine Yukimura è una studentessa liceale, appassionata scrittrice di poesie. Un giorno viene quasi investita da un misterioso sconosciuto, che raccoglie il foglio su cui è stata scritta una poesia  dalla ragazza per un concorso di giovani poeti emergenti. Da qui parte la storia d'amore tra Aine e Sakuya, il ragazzo che raccoglie il foglio, giovane leader dei Lucifer (poi diventati Λucifer), una band emergente di J-Rock. Aine diventa così il nuovo paroliere degli Aucifer, destinandoli ad un successo strepitoso ben oltre le coste nipponiche. I due giovani si innamorano, ma la loro relazione è fortemente contrastata da vari personaggi, che per un motivo o per l'altro tendono a circuire Aine per distruggere Sakuya, gelosi dell'ambizioso leader, che lotta contro ogni avversità pur di difendere la sua donna. Tra mille difficoltà e situazioni (e una generosa dose di erotismo), i due riescono a coronare il loro sogno d'amore sposandosi.

## Speciali
Strofe d'amore è composto da un totale di 17 volumi più uno spin-off ambientato dopo il matrimonio di Aine e Sakuya. Da notare è il drastico cambio grafico dell'autrice (tratto che la distinguerà in tutte le opere successive). In questo speciale si racconta del matrimonio di un altro membro della band, Atsuro, con la sua sorellastra. Inoltre mostra uno spaccato della vita quotidiana di Sakuya e Aine dopo la nascita di Shion, il loro primogenito e l'incontro di Sakuya con i genitori della moglie.
Al termine dello spin-off, l'autrice ha inserito altre due brevi storie auto conclusive slegate dal contesto di Strofe d'amore, ma come tema dominante sempre l'amore.

## Personaggi

Sakuya in una scena dell'anime

Aine Yukimura (雪村 愛音?, Yukimura Aine)
La protagonista della serie. È una ragazza molto dolce e aspirante paroliere (creatrice di testi per canzoni) di un gruppo musicale famoso. Si innamora di Sakuya dopo essere diventata la scrittrice ufficiale delle canzoni per i Lucifer. Curiosamente ha la tendenza ad essere obiettivo dei vari concorrenti di Sakuya, decisi a portargliela via poiché la bontà, la bellezza e la sincerità di Aine conquista il cuore di tutti loro. È doppiata da Atsuko Enomoto.
Sakuya Okouchi (大河内 咲也?, Ōkochi Sakuya)
Il protagonista della serie. Giovane e ambizioso leader dei Lucifer, è il cantante del gruppo. Nato da una violenza nei confronti della madre da parte di un americano, di quest'ultimo porta in eredità il colore azzurro degli occhi, decisamente inusuale per un giapponese. Ragazzo bellissimo e noto playboy, ha un carattere molto freddo con gli estranei, ma nel privato è un concentrato di passionalità. È doppiato da Masaya Matsukaze.

### Λucifer (gli altri membri)
- Yuki - chitarra
- Atsuro - chitarra
- Kazuto - basso
- Santa - batteria

## Sigle di apertura e chiusura
| Sigle di apertura | Sigle di apertura                              | Sigle di apertura | Sigle di apertura | Sigle di apertura |
| #                 | Titolo                                         | Cantante          | Testi             | Episodi           |
| ----------------- | ---------------------------------------------- | ----------------- | ----------------- | ----------------- |
| 1                 | Survival (サバイバル?, Sabaibaru)              | GLAY              | TAKURO            | 1-11              |
| 2                 | Angelo caduto Blu (堕天使BLUE?, Datenshi Blue) | Λucifer           |                   | 12-22             |
| 3                 | Febbre di C (Cの微熱?, C no Binetsu)           | Λucifer           |                   | 23-36             |
| 4                 | Illusioni di Tokyo (TOKYO幻想?, TOKYO Genso)   | Λucifer           |                   | 37-44             |
| Sigle di chiusura |                                                |                   |                   |                   |
| #                 | Titolo                                         | Cantante          | Testi             | Episodi           |
| 1                 | Everlasting                                    | FEEL              | IPPEI             | 1-10              |
| 2                 | Miraggio (蜃気楼?, Shinkiro)                   | FEEL              | IPPEI             | 11-22             |
| 3                 | Overhead Run                                   | Transtic Nerve    | TAKA              | 23-34             |
| 4                 | Love around                                    | e.mu              |                   | 35-43             |
| 5                 | Demone Blu (堕天使BLUE?, Datenshi Blue)        | Λucifer           |                   | 44                |